# Cabeza de Manzaneda
Der Cabeza de Manzaneda ist mit einer Höhe von 1778 m die höchste Erhebung der Sierra de Queija, die sich in Spanien  in der Autonomen Gemeinschaft Galicien befindet.

## Lage und Auffahrt
Die Cabeza de Manzaneda ist Teil der Sierra de Queija, die sich im galicischen Abschnitt des Kantabrischen Gebirges befindet. Der Gipfel befindet sich in der Gemeinde Manzaneda, wobei die nahegelegene Estación de Montaña de Manzaneda Teil der Nachbargemeinde A Pobra de Trives ist. Die nächste größere Stadt ist Ourense, die rund 50 Kilometer westlich liegt.
Die Estación de Montaña de Manzaneda kann vom westlichen A Pobra de Trives und vom östlichen Manzaneda erreicht werden. Weiters führt eine kleine Straße zum Cabeza de Manzaneda. Die Auffahrt von A Pobra de Trives ist deutlich besser ausgebaut und führt auf der breiten OUR-CV-652 mit einer durchschnittlichen Steigung von 4,7 % zur Estación de Montaña de Manzaneda. Sie ist 15,4 Kilometer lang und erreicht auf den letzten beiden Kilometern eine maximale Steigung von 12 %. Die Ostauffahrt von Manzaneda ist schmaler und verläuft sehr unrhythmisch. Hier wechseln sich immer wieder Rampen von bis zu 17 % mit kurzen Flachstücken und Zwischenabfahrten ab. Insgesamt weist sie auf einer Länge von 13 Kilometern eine durchschnittliche Steigung von 6,5 % auf.
Westlich der Estación de Montaña de Manzaneda führt eine schmale Straße über 4,5 Kilometer zum Gipfel des Cabeza de Manzaneda. Im Schnitt liegt die Steigung bei rund 7 %, wobei die Straße auf den letzten Metern zunehmend abflacht.

## Estación de Montaña de Manzaneda

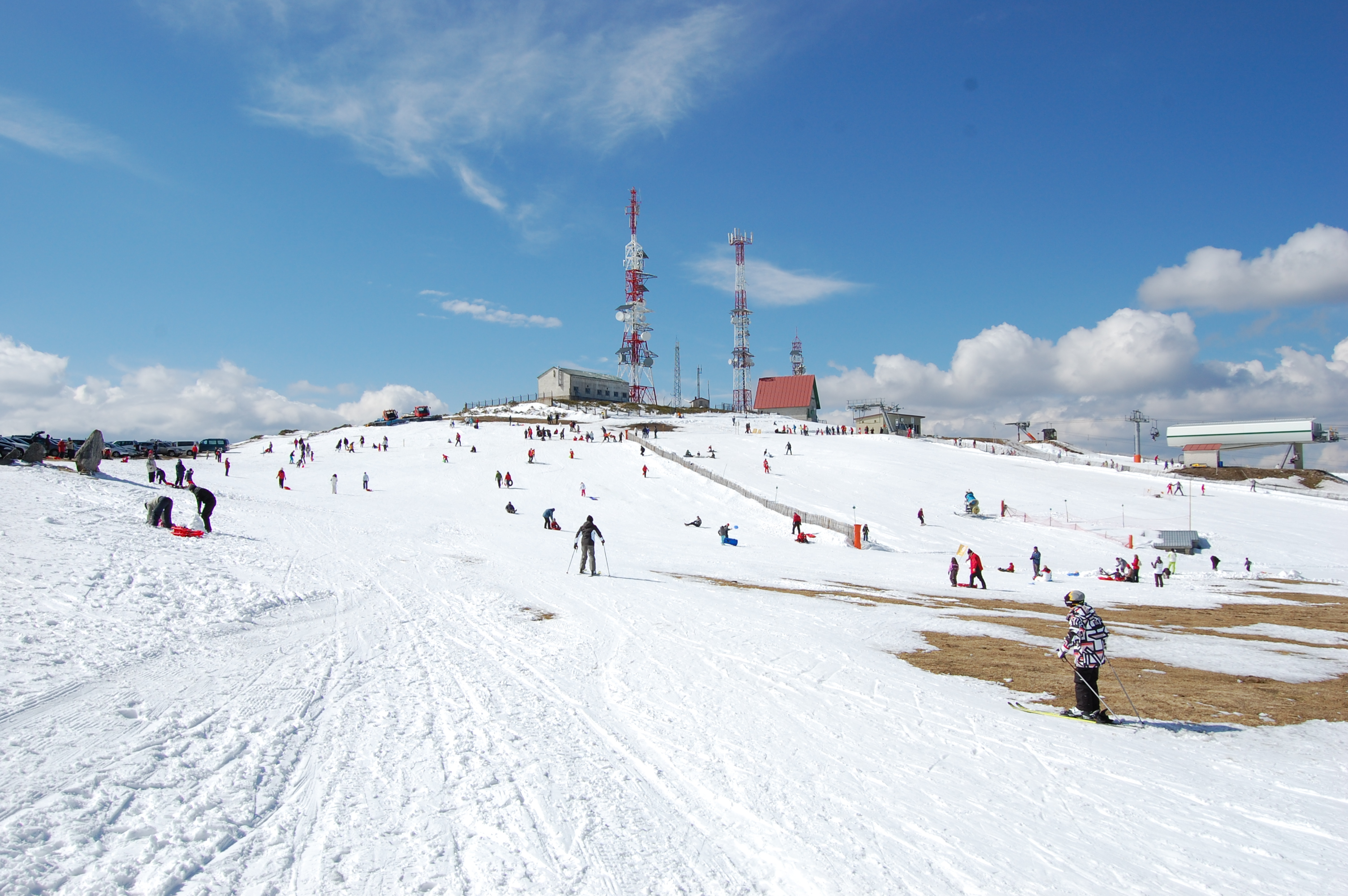
Skigebiet der Estación de montaña de Manzaneda

Rund 100 Meter unterhalb des Gipfels befindet sich die Estación de Montaña de Manzaneda, die als Ausgangspunkt eines kleinen Skigebiets dient. Über sechs Lifte erhält man Zugang zu 23 Pisten die auf den nördlichen Hängen des Cabeza de Manzaneda verlaufen. Im Sommer werden die Lifte für einen Bikepark genutzt.

## Radsport
Im Jahr 1993 fand eine Bergankunft der Galizien-Rundfahrt auf dem Cabeza de Manzaneda statt, wobei der Anstieg von Manzaneda aus befahren wurde. Als Etappensieger ging der US-Amerikaner Andrew Hampsten hervor, der sich zugleich die Gesamtwertung des Etappenrennens sicherte.
Aufgrund der großen Zeitabstände wurde der Anstieg auch ins Programm der Vuelta a España aufgenommen und diente im Jahr 2011 als Schlussanstieg der 11. Etappe. Als Etappensieger ging der Franzose David Moncoutié hervor, während der gesamtführende Chris Froome rund drei Kilometer vor dem Ziel distanziert wurde und das Rote Trikot an seinen Teamkollegen Bradley Wiggins abgeben musste. Der Brite, der sich trotz seiner Gesamtführung in die Dienste seines Kapitäns gestellt hatte, verlor schlussendlich 27 Sekunden auf die anderen Gesamtklassement-Fahrer. Am Ende der Rundfahrt, nachdem er sich im teaminternen Duell mit Bradley Wiggins durchgesetzt hatte, fehlten ihm nur 13 Sekunden auf den Gesamtsieg. Die Bergankunft fand im Jahr 2011 erneut auf dem Cabeza de Manzaneda statt, wo eine Bergwertung der Categoría Especial vergeben wurde.
Im Jahr 2024 kehrte die Bergankunft im Rahmen der 12. Etappe ins Programm der Spanien-Rundfahrt zurück. Diesmal fand sie jedoch bei der Estación de Montaña de Manzaneda auf einer Höhe von 1488 Metern statt und galt als Bergwertung der 1. Kategorie. In der großteils flachen Westauffahrt setzte sich der Spanier Pablo Castrillo rund zehn Kilometer vor dem Ziel von der Fluchtgruppe ab und gewann die Etappe mit einem Vorsprung von wenigen Sekunden.
| Jahr | Etappe     | Bergwertung   | Fahrer          | Bergankunft/Auffahrt                    |
| ---- | ---------- | ------------- | --------------- | --------------------------------------- |
| 2011 | 11. Etappe | ESP Kategorie | David Moncoutié | Cabeza de Manzaneda (Ost)               |
| 2024 | 12. Etappe | 1. Kategorie  | Pablo Castrillo | Estación de Montaña de Manzaneda (West) |